# جودي بروك
جودي بروك (بالإنجليزية: Judy Brooke)‏ هي ممثلة بريطانية، ولدت في 21 فبراير 1970.

## وصلات خارجية
- جودي بروك على موقع IMDb (الإنجليزية)
- جودي بروك على موقع قاعدة بيانات الفيلم (الإنجليزية)